# Philippe Maurice
Philippe Maurice (* 15. Juni 1956 in Paris) ist ein französischer Mittelalterhistoriker. Er ist der letzte Mensch, der in Frankreich in oberster Gerichtsinstanz und somit rechtskräftig zum Tod verurteilt wurde. Das Urteil führte zur letzten Umwandlung eines Todesurteils in lebenslange Freiheitsstrafe in der französischen Justizgeschichte durch einen Gnadenakt des Staatspräsidenten. 

## Leben
Philippe Maurice wuchs in schwierigen sozialen Verhältnissen in der Banlieue von Paris auf.

### Straftaten

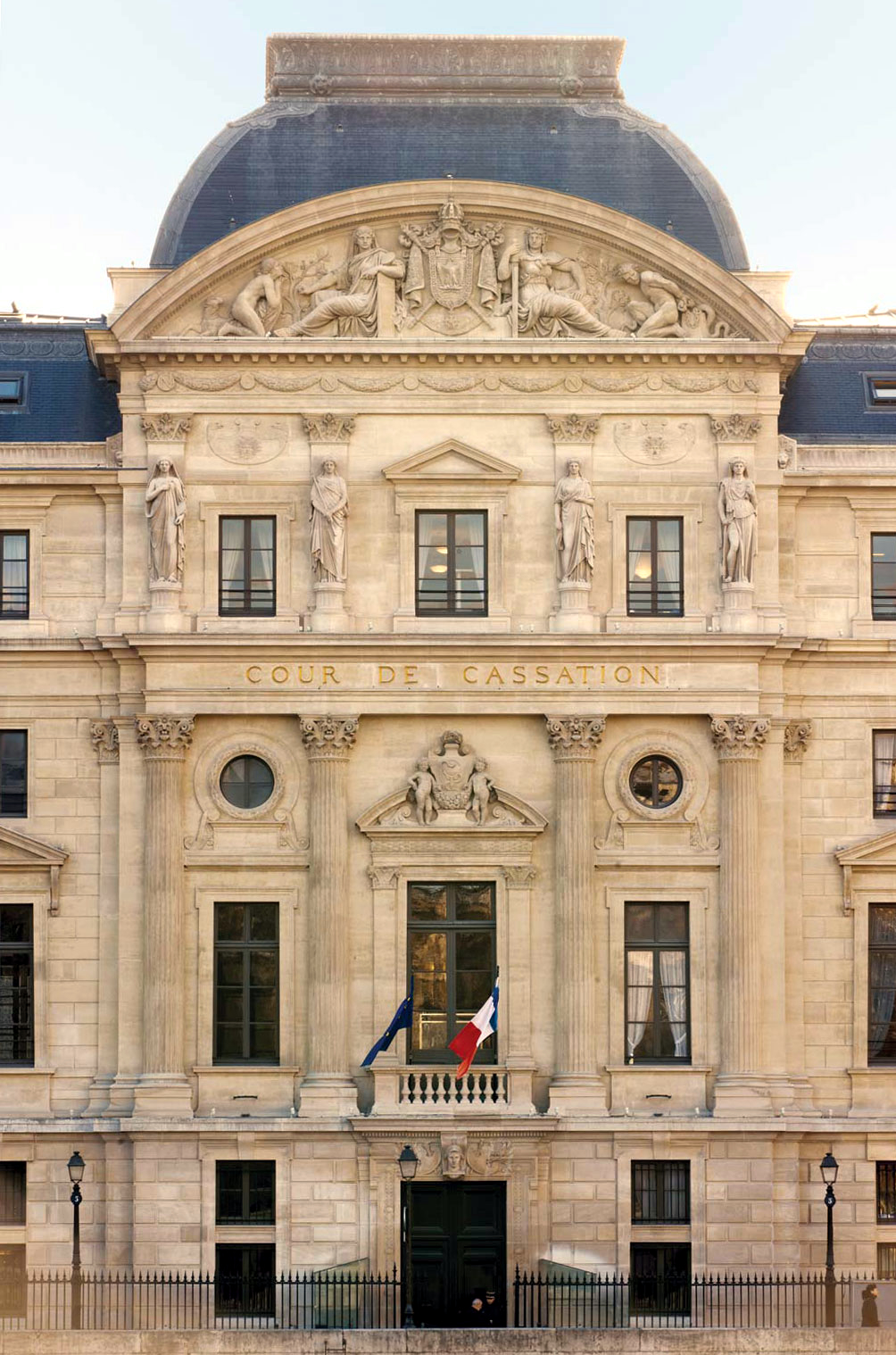
Im Fall Philippe Maurice bestätigte der Cour de cassation im März 1981 zum letzten Mal in seiner Geschichte ein Todesurteil.

1977 half er seinem Bruder, der wegen Autodiebstählen einsaß, zwei Mal aus dem Gefängnis auszubrechen. Gleichfalls schloss er sich einem Geldfälscherring an und wurde im selben Jahr mit Falschgeld im Nennwert von 15.000 Francs aufgegriffen. Er erhielt eine Freiheitsstrafe von fünf Jahren.
Im Mai 1979 kehrte er von einem Freigang nicht mehr ins Gefängnis zurück. Mit einem Komplizen verübte er zwei Banküberfälle. Bei einem versuchten Autodiebstahl am 7. Dezember in Paris wurden sie von der Polizei überrascht; Maurices Komplize tötete einen Polizisten, er selbst verletzte einen anderen. Auf der Flucht gerieten sie mit ihrem Fahrzeug in eine Polizeikontrolle. Maurice eröffnete das Feuer, ein Projektil aus seiner Waffe tötete einen Beamten. Sein Komplize, der einen weiteren Polizisten erschoss, wurde von einer Polizeikugel tödlich getroffen. Der verletzte Maurice konnte fliehen und wurde am folgenden Tag verhaftet.

### Todesstrafe und Begnadigung
Am 28. Oktober 1980 wurde Maurice durch das zuständige Geschworenengericht in Paris zum Tod durch die Guillotine verurteilt. Am 24. Januar 1981 unternahm er einen Ausbruchsversuch. Der Kassationshof (Cour de cassation) verwarf am 19. März 1981 einen Revisionsantrag. Somit war Maurice in letzter Instanz rechtskräftig zum Tod verurteilt. Nur noch ein Gnadenakt des Staatspräsidenten konnte die Hinrichtung verhindern. Tatsächlich wandelte der neue Staatspräsident François Mitterrand vier Tage nach seinem Amtsantritt im Mai 1981 das Todesurteil gegen Maurice in eine lebenslange Freiheitsstrafe um.

### Strafvollzug bis 2000 und Studium
Während Maurice seine Freiheitsstrafe im Gefängnis verbüßte, legte er das Baccalauréat ab und nahm ein Fernstudium der mittelalterlichen Geschichte auf. Seine Magisterarbeit wurde 1989 von der Société des lettres sciences et arts de la Lozère gedruckt. 1995 verlieh ihm die Universität Tours den Doktorgrad. 
Im November 1999 erhielt Maurice Freigang, im März 2000 wurde er auf Bewährung (Libération conditionnelle) entlassen.

### Wissenschaftliche und politische Tätigkeit
2001 veröffentlichte Maurice das Buch De la haine à la vie (deutsch Vom Hass zum Leben), in dem er seine Erfahrungen im Gefängnis schildert. Seit 2002 arbeitet er als wissenschaftlicher Mitarbeiter und Dozent an der École des Hautes Études en Sciences Sociales (EHESS). Er verfasste etwa 20 wissenschaftliche Aufsätze und mehrere Bücher über mittelalterliche Geschichte, darunter eine umfangreiche Monografie über Wilhelm den Eroberer. 
Maurice setzt sich heute für eine weltweite Abschaffung der Todesstrafe und für grundlegende Reformen im Strafvollzug ein. Als Referent nahm er am 1. Weltkongress gegen die Todesstrafe 2001 in Straßburg und am 2. Weltkongress gegen die Todesstrafe 2004 in Montréal teil.

## Einordnung
Maurice ist der letzte Mensch, der in Frankreich rechtskräftig zum Tod verurteilt wurde. François Mitterrand hatte schon als Präsidentschaftskandidat im April 1981 während des Wahlkampfs erklärt, im Falle seines Sieges die Todesstrafe in Frankreich abschaffen zu wollen. Am 10. Mai wurde Mitterrand zum Staatspräsidenten gewählt, er trat sein Amt am 21. Mai an. 
Die am 25. Mai 1981 ausgesprochene Umwandlung des Todesurteils gegen Maurice in eine lebenslange Freiheitsstrafe war die letzte Begnadigung eines Todeskandidaten durch den Staatspräsidenten in der französischen Geschichte. Nach dem Ende der Präsidentschaft von Charles de Gaulle 1969 hatten lediglich noch sechs Vollstreckungen der Todesstrafe in Frankreich stattgefunden, zuletzt am 10. September 1977 an Hamida Djandoubi.
Am 18. September 1981 beschloss die Nationalversammlung die Abschaffung der Todesstrafe, der Senat schloss sich am 30. September an. Das Gesetz wurde am 9. Oktober verkündet und trat am folgenden Tag in Kraft.
In den knapp zwölf Monaten zwischen Maurices Verurteilung und der endgültigen Abschaffung der Todesstrafe sprachen französische Gerichte in erster Instanz noch Todesurteile gegen acht weitere Personen aus, doch erreichte keines davon Rechtskraft durch Bestätigung in letzter Gerichtsinstanz. Sieben der Verurteilten profitierten von der automatischen Umwandlung in lebenslange Freiheitsstrafen, die im Gesetz vom 9. Oktober 1981 festgeschrieben war, einer war zuvor im Gefängnis eines natürlichen Todes gestorben.

## Buchveröffentlichungen
- Les relations familiales en Rouergue et Gévaudan au XVe siècle d’après le trésor des Chartres. Société des lettres sciences et arts de la Lozère, Mende 1989 (zugleich: Mémoire de Maîtrise [Magisterarbeit] Universität Tours 1989).
- La famille en Gévaudan au XVe siècle (1380–1483). Publications de la Sorbonne, Paris 1998, ISBN 2-85944-340-1 (zugleich: Dissertation Universität Tours 1995).
- De la haine à la vie. Cherche Midi, Paris 2001, ISBN 2-86274-849-8 (Weitere Ausgabe: Gallimard, Paris 2002, ISBN 2-07-042270-4).
- Guillaume le Conquérant. Flammarion, Paris 2002, ISBN 2-08-068068-4.
- Diocèse de Mende. Brepols, Turnhout 2004, ISBN 2-503-52159-2.